# Adobe Distiller
Adobe Acrobat Distiller és un programa d'ordinador per convertir documents de format de PostScript a PDF (Format de Document Portàtil), el format natiu de la família de productes Adobe Acrobat. Fou venut per primera vegada com a component d'Acrobat en 1993. Acrobat4, en 1999, va afegir preset arxius de configuració a Distiller, i Acrobat 5, en 2001, millorà l'administració de color. Originalment una aplicació separada, Distiller finalment acabà incorporant-se a un controlador d'impressora per a crear arxius de PDF que conservava l'aspecte imprès de documents d'altres aplicacions.
Un producte d'Adobe relacionat, Acrobat Distiller Server, va ser llançat en 2000 i proporcionava l'habilitat d'actuar conversió de Postdata e gran volum a formats de PDF a través d'una arquitectura centralitzada client-servidor. En 2013, Distiller Server fou descontinuat en favor del component de Generador de PDF d'Adobe LiveCycle.